# Krzysztof Borek
Krzysztof Borek (* um 1520 in Krakau; † nach 1573 ebenda) war ein polnischer Komponist. Seine genauen Lebensdaten sind nicht bekannt.
Borek war zunächst Chorknabe, später Mitglied und 1556 bis 1572 Kapellmeister der Krakauer Hofkapelle.  Von 1547 bis 1557 war er Hofkaplan und -musiker. Von ihm sind zwei fünfstimmige Messen überliefert, die von der franko-flämischen Schule geprägt sind. Sie zählen zu den wenigen Zeugnissen der polnischen Renaissance-Musik. Seine Missa Mater Matris ist eine Adaption der Missa Mater Patris von Josquin des Pres, die er für Männerstimmen umgeschrieben hat.

## Werke
- Missa Te Deum Laudamus[4]
- Missa Mater Matris[5]

## Tonaufnahmen
2016 brachte das Label Dux unter dem Titel Musica Sacra of the Wawel Cathedral eine CD heraus, auf der u. a. auch die Missa Te Deum laudamus (Kyrie, Gloria, Credo, Sanctus) sowie das Sanctus aus der Missa sine nomine enthalten sind. Es singen die Royal Rorantists unter der Leitung von Stanisław Gałoński.
Die CD Vivat Rzeczpospolita! (Vivat The Polish Commonwealth) des Labels Dux aus dem Jahr 2019 enthält neben dem Hymnus Te Deum alternatim, interpretiert von
Robert Pożarski und der Schola Gregoriana Silesiensis, die Missa Tedeum. Es singt der Gorczycki Sarmatian Choir unter der Leitung von Robert Pożarski.